# Habte Weldesimon
Habte Weldesimon (* 3. Juni 1981) ist ein ehemaliger Radrennfahrer aus Eritrea.

## Sportliche Laufbahn
2001 siegte er in dem Etappenrennen Tour of Eritrea. 2003 konnte er diesen Sieg wiederholen, er gewann vor seinem Landsmann Ephrem Tewelde und konnte drei Tagesabschnitte für sich entscheiden. 2004 wurde er erneut Sieger der Rundfahrt. Mit drei Siegen ist er der erfolgreichste Fahrer dieses Rennens (Stand 2022).
2003 und 2004 startete er für das Radsportteam Marco Polo, mit dem er mehrfach bei Rennen in Europa startete.